# دال کلاه‌پوش
دال کلاه‌پوش (نام علمی: Necrosyrtes monachus) نام یک گونه از تیره عقابیان است.